# 朱整
朱整，字偉齊（？—289年5月19日），西晋大臣。
曹魏正始年间朱整任黄门侍郎，司马炎建立西晋后，任命朱整为尚书。太康年间朱整多次参与议朝仪新礼，庾旉上奏说司马攸逾制，尚书朱整弹劾庾旉。太康九年（288年）二月，尚书右仆射、阳夏侯胡奋卒，以尚书朱整为尚书右仆射，封广兴侯。太康十年四月丁未（289年5月19日），朱整卒。